# Puchar Świata w narciarstwie alpejskim mężczyzn 2013/2014
Puchar Świata w narciarstwie alpejskim mężczyzn 2013/2014 był 48. edycją tej imprezy. Cykl rozpoczął się tradycyjnie już w Sölden (Austria) 27 października 2013 roku, a zakończył się 18 marca 2014 roku ponownie w Lenzerheide (Szwajcaria).
W klasyfikacji generalnej zwyciężył po raz drugi z rzędu Austriak Marcel Hirscher.

## Podium zawodów

### Indywidualnie
| Lp.                                      | Data                            | Miejscowość                  | Trasa                         | Konkurencja       | 1. Miejsce                        | 2. Miejsce                     | 3. Miejsce                   |
| ---------------------------------------- | ------------------------------- | ---------------------------- | ----------------------------- | ----------------- | --------------------------------- | ------------------------------ | ---------------------------- |
| 1.                                       | 27 października 2013            | Sölden                       | Rettenbach                    | Gigant            | Ted Ligety                        | Alexis Pinturault              | Marcel Hirscher              |
| 2.                                       | 17 listopada 2013               | Levi                         | Levi Black                    | Slalom            | Marcel Hirscher                   | Mario Matt                     | Henrik Kristoffersen         |
| 3.                                       | 30 listopada 2013               | Lake Louise                  | Mens Olympic Downhill Run     | Zjazd             | Dominik Paris                     | Klaus Kröll                    | Adrien Théaux                |
| 4.                                       | 1 grudnia 2013                  | Lake Louise                  | Men’s Olympic / East Summit   | Supergigant       | Aksel Lund Svindal                | Matthias Mayer                 | Georg Streitberger           |
| 5.                                       | 6 grudnia 2013                  | Beaver Creek                 | Raptor / Birds Of Prey        | Zjazd             | Aksel Lund Svindal                | Hannes Reichelt                | Peter Fill                   |
| 6.                                       | 7 grudnia 2013                  | Beaver Creek                 | Raptor / Birds Of Prey        | Supergigant       | Patrick Küng                      | Otmar Striedinger              | Hannes Reichelt Peter Fill   |
| 7.                                       | 8 grudnia 2013                  | Beaver Creek                 | Birds Of Prey / Golden Eagle  | Gigant            | Ted Ligety                        | Bode Miller                    | Marcel Hirscher              |
| 8.                                       | 14 grudnia 2013                 | Val d’Isère                  | Stade Olympique de Bellevarde | Gigant            | Marcel Hirscher                   | Thomas Fanara                  | Stefan Luitz                 |
| 9.                                       | 15 grudnia 2013                 | Val d’Isère                  | Stade Olympique de Bellevarde | Slalom            | Mario Matt                        | Mattias Hargin                 | Patrick Thaler               |
| 10.                                      | 20 grudnia 2013                 | Val Gardena                  | Saslong                       | Supergigant       | Aksel Lund Svindal                | Jan Hudec                      | Adrien Théaux                |
| 11.                                      | 21 grudnia 2013                 | Val Gardena                  | Saslong                       | Zjazd             | Erik Guay                         | Kjetil Jansrud                 | Johan Clarey                 |
| 12.                                      | 22 grudnia 2013                 | Alta Badia                   | Gran Risa                     | Gigant            | Marcel Hirscher                   | Alexis Pinturault              | Ted Ligety                   |
| 13.                                      | 27 grudnia 2013                 | Bormio                       | Stelvio                       | Zjazd             | Aksel Lund Svindal                | Hannes Reichelt                | Erik Guay                    |
| 14.                                      | 1 stycznia 2014                 | Monachium                    |                               | Slalom równoległy | Zawody odwołane                   | Zawody odwołane                | Zawody odwołane              |
| 15.                                      | 6 stycznia 2014 6 stycznia 2014 | Zagrzeb Bormio               | Stelvio                       | Slalom            | Felix Neureuther                  | Marcel Hirscher                | Manfred Mölgg                |
| 16.                                      | 11 stycznia 2014                | Adelboden                    | Chuenisbaergli                | Gigant            | Felix Neureuther                  | Thomas Fanara                  | Marcel Hirscher              |
| 17.                                      | 12 stycznia 2014                | Adelboden                    | Chuenisbaergli                | Slalom            | Marcel Hirscher                   | André Myhrer                   | Henrik Kristoffersen         |
| 18.                                      | 17 stycznia 2014                | Wengen                       | Mäennlichen / Lauberhorn      | Superkombinacja   | Ted Ligety                        | Alexis Pinturault              | Natko Zrnčić-Dim             |
| 19.                                      | 18 stycznia 2014                | Wengen                       | Lauberhorn                    | Zjazd             | Patrick Küng                      | Hannes Reichelt                | Aksel Lund Svindal           |
| 20.                                      | 19 stycznia 2014                | Wengen                       | Mäennlichen / Jungfrau        | Slalom            | Alexis Pinturault                 | Felix Neureuther               | Marcel Hirscher              |
| 21.                                      | 24 stycznia 2014                | Kitzbühel                    | Ganslern                      | Slalom            | Felix Neureuther                  | Henrik Kristoffersen           | Patrick Thaler               |
| 22.                                      | 25 stycznia 2014                | Kitzbühel                    | Streif                        | Zjazd             | Hannes Reichelt                   | Aksel Lund Svindal             | Bode Miller                  |
| 23.                                      | 26 stycznia 2014                | Kitzbühel                    | Seidlalm                      | Supergigant       | Didier Défago                     | Bode Miller                    | Aksel Lund Svindal Max Franz |
| 24.                                      | 26 stycznia 2014                | Kitzbühel                    | Seidlalm / Ganslern           | Superkombinacja   | Alexis Pinturault                 | Ted Ligety                     | Marcel Hirscher              |
| 25.                                      | 28 stycznia 2014                | Schladming                   | Planai                        | Slalom            | Henrik Kristoffersen              | Marcel Hirscher                | Felix Neureuther             |
| 26.                                      | 2 lutego 2014                   | Ga-Pa Sankt Moritz           | Corviglia                     | Gigant            | Ted Ligety                        | Marcel Hirscher                | Alexis Pinturault            |
| XXII Zimowe Igrzyska Olimpijskie – Soczi |                                 |                              |                               |                   |                                   |                                |                              |
| 27.                                      | 1 lutego 2014 28 lutego 2014    | Ga-Pa Sankt Moritz Kvitfjell | Olympiabakken                 | Zjazd             | Kjetil Jansrud Georg Streitberger |                                | Travis Ganong                |
| 28.                                      | 1 marca 2014                    | Kvitfjell                    | Olympiabakken                 | Zjazd             | Erik Guay                         | Johan Clarey                   | Matthias Mayer               |
| 29.                                      | 2 marca 2014                    | Kvitfjell                    | Olympiabakken                 | Supergigant       | Kjetil Jansrud                    | Patrick Küng                   | Matthias Mayer               |
| 30.                                      | 8 marca 2014                    | Kranjska Gora                | Podkoren 3                    | Gigant            | Ted Ligety                        | Benjamin Raich                 | Henrik Kristoffersen         |
| 31.                                      | 9 marca 2014                    | Kranjska Gora                | Podkoren 3                    | Slalom            | Felix Neureuther                  | Fritz Dopfer                   | Henrik Kristoffersen         |
| 32.                                      | 12 marca 2014                   | Lenzerheide                  | Silvano Beltrametti           | Zjazd             | Matthias Mayer                    | Christof Innerhofer Ted Ligety |                              |
| 33.                                      | 13 marca 2014                   | Lenzerheide                  | Silvano Beltrametti           | Supergigant       | Alexis Pinturault                 | Thomas Mermillod Blondin       | Bode Miller                  |
| 34.                                      | 15 marca 2014                   | Lenzerheide                  | Silvano Beltrametti           | Gigant            | Ted Ligety                        | Alexis Pinturault              | Felix Neureuther             |
| 35.                                      | 16 marca 2014                   | Lenzerheide                  | Silvano Beltrametti           | Slalom            | Marcel Hirscher                   | Felix Neureuther               | Mario Matt                   |

### Drużynowy slalom gigant równoległy
| Data           | Miejsce     | Zwycięzcy                                                                                                 | 2. miejsce                                                                            | 3. miejsce                                                                                                 |
| 25 lutego 2014 | Innsbruck   | Szwecja · Maria Pietilä-Holmner · Anna Swenn-Larsson · Mattias Hargin · Anton Lahdenperä · Markus Larsson | Norwegia · Mona Løseth · Nina Løseth · Truls Johansen · Sebastian-Foss Solevåg        | Szwajcaria · Denise Feierabend · Wendy Holdener · Nadja Vogel · Marc Gini · Reto Schmidiger · Markus Vogel |
| 14 marca 2014  | Lenzerheide | Szwajcaria · Wendy Holdener · Denise Feierabend · Luca Aerni · Reto Schmidiger                            | Stany Zjednoczone · Mikaela Shiffrin · Julia Mancuso · Tim Jitloff · David Chodounsky | Austria · Bernadette Schild · Michaela Kirchgasser · Manuel Feller · Philipp Schörghofer                   |

## Wyniki reprezentantów Polski
| Zawodniczka | Sölden 27.10 | Levi 17.11 | Lake Louise 30.11 | Lake Louise 1.12 | Beaver Creek 6.12 | Beaver Creek 7.12 | Beaver Creek 8.12 | Val d’Isère 14.12 | Val d’Isère 15.12 | Val Gardena 20.12 | Val Gardena 21.12 | Alta Badia 22.12 | Bormio 27.12 | Monachium 1.01 | Bormio 6.01 | Adelboden 11.01 | Adelboden 12.01 | Wengen 17.01 | Wengen 18.01 | Wengen 19.01 | Kitzbühel 24.01 | Kitzbühel 25.01 | Kitzbühel 26.01 | Kitzbühel 26.01 | Schladming 28.01 | Sankt Moritz 2.02 | Kvitfjell 28.02 | Kvitfjell 1.03 | Kvitfjell 2.03 | Maribor 8.03 | Maribor 9.03 | Lenzerheide 12.03 | Lenzerheide 13.03 | Lenzerheide 15.03 | Lenzerheide 16.03 |
| Maciej Bydliński | –            | –          | 58                | 61               | 63                | 52                | –                 | –                 | –                 | –                 | –                 | –                | –            | –              | –           | –               | –               | 30           | –            | dnf          | –               | –               | 75              | 34              | –                | –                 | –               | –              | –              | –            | –            | –                 | –                 | –                 | –                 |
| Michał Jasiczek | –            | –          | –                 | –                | –                 | –                 | –                 | –                 | –                 | –                 | –                 | –                | –            | –              | 60          | –               | dnf             | –            | –            | –            | dnf             | –               | –               | –               | dnf              | –                 | –               | –              | –              | –            | –            | –                 | –                 | –                 | –                 |
| Michał Kłusak | dnf          | –          | –                 | –                | –                 | –                 | –                 | –                 | –                 | 57                | dnf               | –                | –            | –              | –           | –               | –               | 42           | –            | –            | –               | –               | –               | –               | –                | –                 | –               | –              | –              | –            | –            | –                 | –                 | –                 | –                 |
| Adam Chrapek | –            | 74         | –                 | –                | –                 | –                 | –                 | –                 | –                 | –                 | –                 | dnf              | –            | –              | –           | –               | –               | –            | –            | –            | –               | –               | –               | –               | –                | –                 | –               | –              | –              | –            | –            | –                 | –                 | –                 | –                 |
| 1-3 4-30 poniżej 30 dnf – Zawodnik nie ukończył zjazdu dns – Zawodnik nie wystartował dsq – Zawodnik zdyskwalifikowany |              |            |                   |                  |                   |                   |                   |                   |                   |                   |                   |                  |              |                |             |                 |                 |              |              |              |                 |                 |                 |                 |                  |                   |                 |                |                |              |              |                   |                   |                   |                   |

## Klasyfikacje
| Lp. | Zawodnik             | Punkty |
| --- | -------------------- | ------ |
| 1.  | Marcel Hirscher      | 1222   |
| 2.  | Aksel Lund Svindal   | 1091   |
| 3.  | Alexis Pinturault    | 1028   |
| 4.  | Ted Ligety           | 991    |
| 5.  | Felix Neureuther     | 813    |
| 6.  | Kjetil Jansrud       | 657    |
| 7.  | Henrik Kristoffersen | 639    |
| 8.  | Bode Miller          | 633    |
| 9.  | Matthias Mayer       | 602    |
| 10. | Patrick Küng         | 562    |

| Lp. | Zawodnik           | Punkty |
| --- | ------------------ | ------ |
| 1.  | Aksel Lund Svindal | 570    |
| 2.  | Hannes Reichelt    | 360    |
| 3.  | Erik Guay          | 357    |
| 4.  | Kjetil Jansrud     | 328    |
| 5.  | Patrick Küng       | 307    |
| 5.  | Matthias Mayer     | 307    |
| 7.  | Johan Clarey       | 273    |
| 8.  | Bode Miller        | 264    |
| 9.  | Travis Ganong      | 250    |
| 10. | Adrien Théaux      | 248    |

| Lp. | Zawodnik           | Punkty |
| --- | ------------------ | ------ |
| 1.  | Aksel Lund Svindal | 346    |
| 2.  | Kjetil Jansrud     | 259    |
| 3.  | Patrick Küng       | 255    |
| 4.  | Matthias Mayer     | 236    |
| 5.  | Bode Miller        | 220    |
| 6.  | Didier Défago      | 195    |
| 7.  | Otmar Striedinger  | 163    |
| 8.  | Thomas M. Blondin  | 160    |
| 9.  | Georg Streitberger | 146    |
| 10. | Peter Fill         | 145    |

| Lp. | Zawodnik             | Punkty |
| --- | -------------------- | ------ |
| 1.  | Ted Ligety           | 560    |
| 2.  | Marcel Hirscher      | 560    |
| 3.  | Alexis Pinturault    | 458    |
| 4.  | Thomas Fanara        | 278    |
| 4.  | Felix Neureuther     | 263    |
| 6.  | Benjamin Raich       | 238    |
| 7.  | Fritz Dopfer         | 230    |
| 8.  | Roberto Nani         | 225    |
| 9.  | Henrik Kristoffersen | 185    |
| 10. | Leif Kristian Haugen | 178    |

| Lp. | Zawodnik             | Punkty |
| --- | -------------------- | ------ |
| 1.  | Marcel Hirscher      | 565    |
| 2.  | Felix Neureuther     | 550    |
| 3.  | Henrik Kristoffersen | 454    |
| 4.  | Patrick Thaler       | 351    |
| 5.  | Mattias Hargin       | 349    |
| 6.  | Mario Matt           | 310    |
| 7.  | Fritz Dopfer         | 273    |
| 8.  | Jean-Baptiste Grange | 266    |
| 9.  | Alexis Pinturault    | 264    |
| 10. | Manfred Mölgg        | 261    |

| Lp. | Zawodnik            | Punkty |
| --- | ------------------- | ------ |
| 1.  | Alexis Pinturault   | 180    |
| 1.  | Ted Ligety          | 180    |
| 3.  | Thomas M. Blondin   | 90     |
| 4.  | Sandro Viletta      | 86     |
| 5.  | Natko Zrnčić-Dim    | 70     |
| 6.  | Mauro Caviezel      | 67     |
| 7.  | Peter Fill          | 66     |
| 8.  | Marcel Hirscher     | 60     |
| 9.  | Christof Innerhofer | 58     |
| 10. | Carlo Janka         | 56     |

| Lp. | Państwo    | Punkty |
| --- | ---------- | ------ |
| 1.  | Austria    | 5393   |
| 2.  | Francja    | 3689   |
| 3.  | Włochy     | 3253   |
| 4.  | Norwegia   | 2955   |
| 5.  | USA        | 2780   |
| 6.  | Szwajcaria | 2417   |
| 7.  | Niemcy     | 1679   |
| 8.  | Szwecja    | 1529   |
| 9.  | Kanada     | 1057   |
| 10. | Chorwacja  | 260    |